# José Pardo
José Antonio Pardo Lucas (Puçol, 21 aprile 1988) è un calciatore spagnolo, difensore del CD Extremadura.

## Carriera
Ha giocato nella seconda divisione spagnola.

## Statistiche

### Presenze e reti nei club
Statistiche aggiornate al 25 febbraio 2024.
| Stagione                 | Squadra                  | Campionato               | Campionato | Campionato | Coppe nazionali | Coppe nazionali | Coppe nazionali | Coppe continentali | Coppe continentali | Coppe continentali | Altre coppe | Altre coppe | Altre coppe | Totale | Totale |
| Stagione                 | Squadra                  | Comp                     | Pres       | Reti       | Comp            | Pres            | Reti            | Comp               | Pres               | Reti               | Comp        | Pres        | Reti        | Pres   | Reti   |
| ------------------------ | ------------------------ | ------------------------ | ---------- | ---------- | --------------- | --------------- | --------------- | ------------------ | ------------------ | ------------------ | ----------- | ----------- | ----------- | ------ | ------ |
| 2010-2011                | Valencia Mestalla        | TD                       | ?          | ?          |                 | -               | -               |                    | -                  | -                  |             | -           | -           | ?      | ?      |
| 2011-2012                | Valencia Mestalla        | SDB                      | 27         | 1          |                 | -               | -               |                    | -                  | -                  |             | -           | -           | 27     | 1      |
| Totale Valencia Mestalla | Totale Valencia Mestalla | Totale Valencia Mestalla | 27+        | 1+         |                 | -               | -               |                    | -                  | -                  |             | -           | -           | 27+    | 1+     |
| 2012-2013                | Recreativo Huelva        | SD                       | 8          | 0          | CR              | 0               | 0               |                    | -                  | -                  |             | -           | -           | 8      | 0      |
| 2013-2014                | Real Oviedo              | SDB                      | 33         | 2          | CR              | 1               | 0               |                    | -                  | -                  |             | -           | -           | 34     | 2      |
| 2014-gen. 2015           | Hércules                 | SDB                      | 12         | 0          | CR              | 1               | 0               |                    | -                  | -                  |             | -           | -           | 13     | 0      |
| gen.-giu. 2015           | La Hoya Lorca            | SDB                      | 15         | 2          | CR              | -               | -               |                    | -                  | -                  |             | -           | -           | 15     | 2      |
| 2015-2016                | La Hoya Lorca            | SDB                      | 30         | 1          |                 | -               | -               |                    | -                  | -                  |             | -           | -           | 30     | 1      |
| Totale La Hoya Lorca     | Totale La Hoya Lorca     | Totale La Hoya Lorca     | 45         | 3          |                 | -               | -               |                    | -                  | -                  |             | -           | -           | 45     | 3      |
| 2016-2017                | Mérida AD                | SDB                      | 33         | 3          |                 | -               | -               |                    | -                  | -                  |             | -           | -           | 33     | 3      |
| 2017-2018                | Extremadura UD           | SDB                      | 30         | 3          |                 | -               | -               |                    | -                  | -                  |             | -           | -           | 30     | 3      |
| 2018-2019                | Extremadura UD           | SD                       | 34         | 2          | CR              | 1               | 0               |                    | -                  | -                  |             | -           | -           | 35     | 2      |
| 2019-2020                | Extremadura UD           | SD                       | 32         | 1          | CR              | 0               | 0               |                    | -                  | -                  |             | -           | -           | 32     | 1      |
| Totale Extremadura UD    | Totale Extremadura UD    | Totale Extremadura UD    | 96         | 6          |                 | 1               | 0               |                    | -                  | -                  |             | -           | -           | 97     | 6      |
| 2020-2021                | Ibiza                    | SDB                      | 19         | 0          | CR              | 3               | 0               |                    | -                  | -                  |             | -           | -           | 22     | 0      |
| 2021-2022                | Badajoz                  | PF-I                     | 34         | 2          | CR              | 1               | 0               |                    | -                  | -                  |             | -           | -           | 35     | 2      |
| 2022-2023                | Eldense                  | PF-II                    | 22+1       | 0          | CR              | 2               | 0               |                    | -                  | -                  |             | -           | -           | 25     | 0      |
| 2023-2024                | East Bengal              | ISL                      | 11         | 0          | SC              | 5               | 0               | -                  | -                  | -                  | DC          | 4           | 0           | 20     | 0      |
| Totale carriera          | Totale carriera          | Totale carriera          | 341+       | 17+        |                 | 14              | 0               |                    | -                  | -                  |             | 4           | 0           | 359+   | 17+    |

## Palmarès
- Super Cup: 1

East Bengal: 2024